# طاها آق‌گل
طاها آق‌گل (به ترکی استانبولی: Taha Akgül، زادهٔ ۲۲ نوامبر ۱۹۹۰) کشتی‌گیر پیشین اهل ترکیه است که در دستهٔ فوق سنگین‌وزن کشتی آزاد فعالیت می‌کرد. آق‌گل برندهٔ مدال طلای المپیک ۲۰۱۶ ریو و مدال برنز المپیک ۲۰۲۰ توکیو و بازی‌های المپیک ۲۰۲۴ پاریس است. او همچنین قهرمان مسابقات قهرمانی کشتی جهان در سال‌های ۲۰۱۴، ۲۰۱۵ و ۲۰۲۲، و نیز نایب‌قهرمان این مسابقات در ۲۰۱۷ و ۲۰۱۹ است.
آق‌گل قهرمان نه دورهٔ قهرمانی کشتی اروپا از ۲۰۱۲ تا ۲۰۲۳ است و از پرافتخارترین کشتی‌گیران تاریخ این مسابقات محسوب می‌شود. او در بازی‌های اروپایی ۲۰۱۵ نیز مدال طلای فوق سنگین را کسب کرده است.

## فعالیت حرفه‌ای

### المپیک ۲۰۱۲ لندن
طاها آق‌گل در وزن ۱۲۰ کیلوگرم در کشتی آزاد در مسابقات المپیک تابستانی ۲۰۱۲ حضور داشت، این اولین حضور وی در مسابقات سطح بالای بین الملی نظیر المپیک و مسابقات قهرمانی کشتی جهان بود.
آق‌گل در دور اول مسابقات توانست در دو تایم با نتیجه ۱ بر صفر و ۲ بر صفر اولکساندر خوتسیانیفسکی از اوکراین را شکست بدهد، اما در دور بعد با نتیجه ۱ بر صفر و ۳ بر صفر در دو تایم به بیلال ماخوف قهرمان سه دوره ای جهان و یکی از مدعیان اصلی قهرمانی از روسیه شکست خورد. با توجه به باخت بیلال ماخوف به داویت مودزماناشویلی در نیمه نهایی طاها آق‌گل در دور مسابقات کنار رفت. در رده‌بندی نهایی که بعد از دوپینگ نفرات اول و دوم اعلام شد طاها آکگول نفر هفتم در رده‌بندی نهایی شد.

### مسابقات قهرمانی کشتی جهان ۲۰۱۳
طاها آق‌گل در وزن ۱۲۰ کیلوگرم کشتی آزاد در مسابقات قهرمانی کشتی جهان ۲۰۱۳ برای اولین بار در قهرمانی جهان حضور داشت. در دور اول طاها آق‌گل با نتیجه ۸ بر صفر و با ضربی فنی کریستوس نفیادوپولوس از یونان را شکست داد در دور دوم با نتیجه ۶ بر ۲ از آلن زاسایف کشتی‌گیر اوکراینی شکست خورد و با توجه به حضور او در فینال آق‌گل به گروه شانس مجدد راه یافت تا شانس خود را برای کسب مدال برنز امتحان کند، در کشتی اول شانس مجدد آق‌گل با نتیجه ۸ بر صفر و ضربه فنی فلوریان اسکیلانگ تمنگیل از جمهوری پالائو را شکست داد در کشتی دوم شانس مجدد ۷ بر ۳ جمال الدین ماگومداف را شکست داد و به دیدار رده‌بندی راه یافت. در رده‌بندی با نتیجه ۳ بر صفر ترول دلاگنف آمریکایی را شکست داد و به مدال برنز و اولین مدال قهرمانی جهان خود رسید.

### مسابقات قهرمانی کشتی جهان ۲۰۱۴
طاها آق‌گل در وزن ۱۲۵ کیلوگرم کشتی آزاد در مسابقات قهرمانی کشتی جهان ۲۰۱۴ حضور داشت، در دور اول آق‌گل با نتیجه ۱۰ بر ۴ ریچارد سرکسیکس از مجارستان را شکست داد، در دور دوم ۴ بر صفر اصلان ژبیسوف از آذربایجان را شکست داد در دور سوم با کشتی‌گیر عنوان دار آمریکایی ترول دلاگنف کشتی گرفت و با نتیجه ۴ بر ۲ او را شکست داد و به نیمه نهایی رسید. در نیمه نهایی حریف او آلکسی شماروف بلاروسی و قهرمان مسابقات قهرمانی کشتی جهان ۲۰۱۱ بود که با نتیجه ۸ بر ۱ توانست او را شکست بدهد و به دیدار نهایی برسد. در فینال حریف او کمیل قاسمی قهرمان المپیک تابستانی ۲۰۱۲ از ایران بود که در یک کشتی نزدیک و حساس توانست با نتیجه ۴ بر ۳ او را شکست بدهد و برای اولین بار قهرمان سنگین‌وزن کشتی جهان شود.

### مسابقات قهرمانی کشتی جهان ۲۰۱۵
طاها آق‌گل در وزن ۱۲۵ کیلوگرم کشتی آزاد در مسابقات قهرمانی کشتی جهان ۲۰۱۵ حضور داشت، در دور اول با نتیجه ۱۱ بر صفر خوزه کوبا کشتی‌گیر اسپانیای را شکست داد در دور دوم با نتیجه ۴ بر ۲ لوان بریانیدزه کشتی‌گیر گرجستانی الاصل ارمنستان را شکست داد، در دور سوم طاها آکگول کشتی‌گیر عنوان دار قزاقستانی دولت شبان بای را ۶ بر ۱ شکست داد و به نیمه نهایی رسید. در نیمه نهایی حریف او بیلال ماخوف کشتی‌گیر عنوان دار جهان و المپیک از روسیه بود که در یک کشتی زیبا در مدت زمان ۵۲ ثانیه با استفاده از فن فیتیله پیج توانست این کشتی‌گیر قدرتمند را با نتیجه ۱۰ بر صفر شکست دهد و راهی دیدار فینال شود. در فینال طاها آق‌گل همانند کشتی نیمه نهایی با استفاده از فن فیتیله پیج توانست در مدت زمان ۱ دقیقه و ۲ ثانیه جمال الدین ماگومداف کشتی‌گیر روس الاصل آذربایجان را شکست بدهد و برای دومین بار قهرمان سنگین‌وزن جهان شود.

### المپیک ۲۰۱۶ ریو
آق‌گل در سال ۲۰۱۶ میلادی در المپیک ریو در وزن ۱۲۵ کیلوگرم کشتی آزاد حاضر بود که جارگالسایخان چولونبات از مغولستان را ۱۰ بر صفر، ابراهیم سعیدف از بلاروس را ۱۱ بر صفر و لوان بریانیدزه از ارمنستان را ۸ بر ۱ شکست داد و به فینال رسید. وی در فینال و در یک دیدار نزدیک با نتیجه ۳ بر ۱ کمیل قاسمی از ایران را شکست داد و مدال طلا وزن ۱۲۵ کیلوگرم المپیک را به‌دست آورد.

### مسابقات قهرمانی کشتی جهان ۲۰۱۷
آق‌گل در وزن ۱۲۵ کیلوگرم کشتی آزاد مسابقات قهرمانی کشتی جهان ۲۰۱۷ پاریس حاضر بود که زولبو ناتساگسورن از مغولستان را ۸ بر صفر، نام کونگ-جین از کره جنوبی را ۱۲ بر ۲ و نیک گویازدوفسکی از آمریکا را ۱۰ بر صفر شکست داد و به فینال رسید. وی در فینال و در یک دیدار نزدیک با نتیجه ۱۰ بر ۸ به گنو پتریاشویلی گرج باخت و به مدال نقره بسنده کرد.

### مسابقات قهرمانی کشتی جهان ۲۰۱۸
آق‌گل در وزن ۱۲۵ کیلوگرم در کشتی آزاد در مسابقات قهرمانی کشتی جهان ۲۰۱۸ حضور داشت. در دور اول ۹ بر صفر نیک ماتوهین از آلمان را شکست داد در دور دوم ۷ بر صفر اولکساندر خوتسیانیفسکی از اوکراین را شکست داد، در دور سوم و ما قبل نیمه نهایی با پرویز هادی کشتی‌گیر ایرانی روبرو شد و با نتیجه ۳ بر ۲ شکست خورد، با توجه به شکست پرویز هادی به گنو پتریاشویلی در نیمه نهایی، طاها آق‌گل از دور مسابقات کنار رفت. این اولین بار بعد از المپیک ۲۰۱۲ بود که طاها آق‌گل از مسابقات بدون کسب مدال برمی‌گشت.

### مسابقات قهرمانی اروپا ۲۰۱۸
طاها آق‌گل، در چارچوب مسابقات قهرمانی اروپا که در شهر کاسپییسک جمهوری خودمختار داغستان فدراسیون روسیه برگزار شد، با غلبه بر گنو پتریاشویلی در فینال با نتیجه ۲ بر ۱، حریف گرجستانی خود را شکست داد و ضمن جبران شکست فینال قهرمانی کشتی جهان ۲۰۱۷ بار دیگر مدال طلا را بر گردن آویخت.

### مسابقات قهرمانی کشتی جهان ۲۰۱۹
طاها آق‌گل در وزن ۱۲۵ کیلوگرم کشتی آزاد مسابقات قهرمانی کشتی جهان ۲۰۱۹ نورسلطان حاضر بود که الکساندر رومانوف از مولداوی را ۸ بر صفر، حسن‌بای رحیم‌اف از ازبکستان را ۳ بر صفر و ژیوی دنگ از چین را ۱۰ بر صفر و ضربه فنی شکست داد و به فینال رسید. وی در دیدار نهایی با نتیجه ۶ بر ۶ (قانون امتیاز آخر) به گنو پتریاشویلی از گرجستان باخت و به مدال نقره بسنده کرد.

### المپیک ۲۰۲۰ توکیو
طاها آق‌گل در وزن ۱۲۵ کیلوگرم کشتی آزاد به عنوان یکی از اصلی‌ترین مدعیان کسب مدال طلا در المپیک ۲۰۲۰ توکیو حضور داشت. او در دور اول با آمارور دسی از کانادا کشتی گرفت و با نتیجه ۵ بر صفر او را شکست داد. در دور دوم حریف او گیبل استیوسون کشتی‌گیر جوان و نا مطرح آمریکایی بود که در این ناباوری کشتی را با نتیجه ۸ بر صفر به واگذار کرد. با توجه به فینالیست شدن گیبل استیوسون طاها آق‌گل به شانس مجدد راه یافت. در کشتی اول شانس مجدد او آیال لازارف کشتی‌گیر قرقیزستانی را با نتیجه ۴ بر صفر شکست داد و به رده‌بندی رسید. در رده‌بندی حریف او مونختورین لخاگواگرل از مغولستان بود و با نتیجه ۵ بر صفر او را شکست داد و به مقام سوم رسید.

### مسابقات قهرمانی کشتی جهان ۲۰۲۱
طاها آق‌گل در وزن ۱۲۵ کیلوگرم کشتی آزاد در مسابقات قهرمانی کشتی جهان ۲۰۲۱ حضور داشت، او پس از استراحت در دور اول در دور دوم با روبرت باران از لهستان را ۵ بر صفر شکست داد، در دور سوم زلیمخان خیزریف از روسیه را ۵ بر صفر شکست داد و به نیمه نهایی رسید، حریف طاها آق‌گل در نیمه نهایی امیر حسین زارع از ایران بود که با نتیجه ۴ بر صفر از زارع شکست خورد و به رده‌بندی رفت و در دیدار رده‌بندی ۶ بر ۴ نیک گویازدوفسکی از آمریکا را شکست داد و به مدال برنز رسید.

### قهرمانی کشتی جهان ۲۰۲۲
آق‌گل در وزن ۱۲۵ کیلوگرم کشتی آزاد قهرمانی کشتی جهان ۲۰۲۲ بلگراد شرکت کرد، او در این مسابقات دنیل لیگتی از مجارستان، آمارور دسی از کانادا و امیرحسین زارع از ایران را شکست داد و به فینال رسید. وی در فینال مونختورین لخاگواگرل از مغولستان را شکست داد و مدال طلا را به‌دست آورد.

### قهرمانی کشتی جهان ۲۰۲۳
آق‌گل در وزن ۱۲۵ کیلوگرم کشتی آزاد قهرمانی کشتی جهان ۲۰۲۳ بلگراد شرکت کرد، او در مسابقه‌های اول تا سوم ادواردو گارسیا از مکزیک، گئورگی مشویلدیشویلی از آذربایجان و اولکساندر خوتسیانیفسکی از اوکراین را شکست داد اما در نیمه نهایی به امیرحسین زارع از ایران باخت و به دیدار رده‌بندی رفت. وی در دیدار رده‌بندی دنیل لیگتی از مجارستان را شکست داد و مدال برنز را به‌دست آورد.

### المپیک ۲۰۲۴ پاریس
آق‌گل در وزن ۱۲۵ کیلوگرم کشتی آزاد المپیک ۲۰۲۴ پاریس حاضر بود که در کشتی‌های اول و دوم جونووان اسمیت از پورتوریکو و دنیل لیگتی از مجارستان را شکست داد اما در نیمه نهایی به امیرحسین زارع از ایران باخت و به دیدار رده‌بندی رفت. وی در دیدار رده‌بندی آیال لازارف از قرقیزستان را شکست داد و مدال برنز را به‌دست آورد.

## افتخارات

### المپیک
- المپیک تابستانی ریو ۲۰۱۶ – ۱۲۵ ک‌گ
- المپیک تابستانی توکیو ۲۰۲۰ – ۱۲۵ ک‌گ
- المپیک تابستانی پاریس ۲۰۲۴ – ۱۲۵ ک‌گ

### قهرمانی جهان
- قهرمانی کشتی جهان بوداپست ۲۰۱۳ – ۱۲۰ ک‌گ
- قهرمانی کشتی جهان تاشکند ۲۰۱۴ – ۱۲۵ ک‌گ
- قهرمانی کشتی جهان لاس وگاس ۲۰۱۵ – ۱۲۵ ک‌گ
- قهرمانی کشتی جهان پاریس ۲۰۱۷ – ۱۲۵ ک‌گ
- قهرمانی کشتی جهان نورسلطان ۲۰۱۹ – ۱۲۵ ک‌گ
- قهرمانی کشتی جهان اسلو ۲۰۲۱ – ۱۲۵ ک‌گ
- قهرمانی کشتی جهان بلگراد ۲۰۲۲ – ۱۲۵ ک‌گ
- قهرمانی کشتی جهان بلگراد ۲۰۲۳ – ۱۲۵ ک‌گ

### قهرمانی اروپا
- قهرمانی کشتی اروپا بلگراد ۲۰۱۲ – ۱۲۰ ک‌گ
- قهرمانی کشتی اروپا تبلیس ۲۰۱۳ – ۱۲۰ ک‌گ
- قهرمانی کشتی اروپا وانتا ۲۰۱۴ – ۱۲۵ ک‌گ
- قهرمانی کشتی اروپا نووی ساد ۲۰۱۷ – ۱۲۵ ک‌گ
- قهرمانی کشتی اروپا کاسپییسک ۲۰۱۸ – ۱۲۵ ک‌گ
- قهرمانی کشتی اروپا بخارست ۲۰۱۹ – ۱۲۵ ک‌گ
- قهرمانی کشتی اروپا ورشو ۲۰۲۱ – ۱۲۵ ک‌گ
- قهرمانی کشتی اروپا بوداپست ۲۰۲۲ – ۱۲۵ ک‌گ
- قهرمانی کشتی اروپا زاگرب ۲۰۲۳ – ۱۲۵ ک‌گ
- قهرمانی کشتی اروپا بخارست ۲۰۲۴ – ۱۲۵ ک‌گ

### بازی‌های اروپایی
- بازی‌های اروپایی باکو ۲۰۱۵ – ۱۲۵ ک‌گ